# ダニエル・バーンハード
ダニエル・バーンハード（Daniel Bernhardt、1965年8月31日 - ） は、スイスの俳優、モデル、マーシャルアーチストである。身長189cm。体重91kg。現在はビバリーヒルズ在住。

## 来歴
スイス・ベルンで生まれる。高校を卒業後、4年間の建築デザインを学ぶ。同時に兄とマーシャルアーツ・スクールを開校。1983年以降、その兄とボクシング、キックボックス、空手、テコンドーなどの武術を習得している。
のちにパリへ転居し、モデルとして活動。デザイナーのクロード･モンタナ、ティエリー・ミュグレー、ヒューゴ・ボス、セルッティ、ジャンニ・ヴェルサーチ、ジェーン･バーンズらの元で働き、海外マガジンの『ヴォーグ』、『ELLE』、『マックス』、『Interview』、『COSMOPOLITAN』などに掲載され、ダニエルは国際的なトップモデルとしての地位を確立する。
その後、ニューヨークへ移住。俳優として1996年の『ブラッド･スポーツ2』で主演デビューを果たし、同作続編と1997年から1999年にかけて、『ダイナソー・ファイター/カンフーVS.巨大恐竜』、『True Vengeance』、『パーフェクト･ターゲット』、『ブラック・シー・レイド』、『モータル・コンクエスト』などで主演を務めた。
また、1998年から1999年にかけてのテレビシリーズ『モータル・コンバット/コンクエスト』で主演を務める。
2003年には『マトリックス リローデッド』でエージェント・ジョンソン役として出演し、2005年の『チャック・ノリス in 地獄の銃弾』でチャック・ノリスと共演。
2013年『PARKER/パーカー』でジェイソン・ステイサムと敵対するクロール役を務め、同年作『ハンガー・ゲーム2』へカメオ出演する。
2014年の『ジョン・ウィック』ではキアヌ・リーブスと敵対するキリル役を務める。同年に『ウォーリアー』をインドにてリメイクした『Brothers』に総合格闘技の選手、マックス・ポッター役としてボリウッドデビューを果たした。
2016年には『Precious Cargo』でブルース・ウィリスと共演。

## 私生活
1999年作『Bloodsport4: The Dark Kumite』で女優のリサ・ストサードと出会い、2000年に結婚。2003年に第1子となる女児が誕生し、ベラと名付けている。

## 主な出演

### 映画
| 公開年 | 邦題 原題                                                               | 役名                                           | 備考               |
| ------ | ----------------------------------------------------------------------- | ---------------------------------------------- | ------------------ |
| 1996   | Bloodsport II: The Next Kumite                                          | アレックス・カルド Alex Cardo                  | 日本未公開         |
| 1996   | Bloodsport III                                                          | アレックス・カルド Alex Cardo                  | 日本未公開         |
| 1997   | ダイナソー・ファイター カンフーVS.巨大恐竜 Future War                   | 走る男性 The Runaway                           | 劇場未公開         |
| 1997   | True Vengeance                                                          | アレン・グリフィン Allen Griffin               | 日本未公開         |
| 1997   | パーフェクト･ターゲット Perfect Target                                  | デビッド・ベンソン David Benson                | 劇場未公開         |
| 1997   | ブラック・シー・レイド Black Sea Raid                                   | リック Rick                                    | 劇場未公開         |
| 1999   | Bloodsport4: The Dark Kumite                                            | ケラー Keller                                  | 日本未公開         |
| 1999   | モータル・コンクエスト G2 - Mortal Conquest                             | スティーブン・コンリン Steven Conlin           | 劇場未公開         |
| 2002   | グローバル・エフェクト Global Effect                                    | マーカス・ポイント中尉 Lt. Marcus Poynt        | 劇場未公開         |
| 2003   | マトリックス リローデッド The Matrix Reloaded                           | エージェント・ジョンソン Agent Johnson         |                    |
| 2003   | The Librarians                                                          | トシュコ Toshko                                | 日本未公開         |
| 2004   | デビルズ・ストーム Nature Unleashed: Tornado                            | ジョシュ Josh                                  | オリジナル・ビデオ |
| 2005   | Sledge: The Untold Story                                                | ジェイソン・エバーストロング Jason Everstrong  | 日本未公開         |
| 2005   | チャック・ノリス in 地獄の銃弾 The Cutter                               | ディルク Dirk                                  | 劇場未公開         |
| 2007   | Fetch                                                                   | ファイター Fighter                             | ショート･ムービー  |
| 2007   | Children of Wax                                                         | ミュラ Murat                                   | 日本未公開         |
| 2010   | Supreme Champion                                                        | ルシアン Lucien Gallows                        | 日本未公開         |
| 2011   | Creature                                                                | ロックジョウ Grimley Boutine / Lockjaw         | 日本未公開         |
| 2012   | Dead Hearts                                                             | ジェームズ James                               | ショート･ムービー  |
| 2012   | TSanta's Summer House                                                   | ブライアン Bryan                               | 日本未公開         |
| 2013   | PARKER/パーカー Parker                                                  | クロール Kroll                                 |                    |
| 2013   | ハンガー・ゲーム2 The Hunger Games: Catching Fire                       | 第9地区の男性 District 9 Male Tribute          | カメオ出演         |
| 2013   | Zombeo & Juliecula                                                      | ウラジミール Vladimir                          | ショート･ムービー  |
| 2014   | Knock 'em Dead                                                          | ビクター・バトラー Victor the Butler           | 日本未公開         |
| 2015   | ジョン・ウィック John Wick                                              | キリル Kirill                                  |                    |
| 2015   | Brothers                                                                | マックス・ポッター Max Potter                  | 日本未公開         |
| 2016   | バチカン・テープ The Vatican Tapes                                      | 警備員 Psych Ward Security                     |                    |
| 2016   | レッド・ダイヤモンド Precious Cargo                                     | サイモン Simon                                 |                    |
| 2017   | ローガン Logan                                                          | リバー・ボーン・ブレーカー Reaver Bone Breaker |                    |
| 2017   | ジャン＝クロード・ヴァン・ダム／ファイナル・ブラッド Kill'em All        | ラドヴァン Radovan                             | 劇場未公開         |
| 2017   | アトミック・ブロンド Atomic Blonde                                      | KGBエージェント Soldier                        |                    |
| 2019   | 大脱出3 Escape Plan: The Extractors                                     |                                                |                    |
| 2019   | ワイルド・スピード/スーパーコンボ Fast & Furious Presents: Hobbs & Shaw | 手下 Henchman                                  | ノンクレジット     |
| 2020   | スカイライン -逆襲- Skylin3s                                            | オーエンス大佐 Owens                           |                    |
| 2021   | Mr.ノーバディ Nobody                                                    | バスのチンピラ Bus Goon                        |                    |
| 2021   | レッド・ノーティス Red Notice                                           | ドラゴ・グランデ Drago Grande                  | カメオ出演         |
| 2021   | マトリックス レザレクションズ The Matrix Resurrections                  | エージェント・ジョンソン Agent Johnson         | 出演シーンカット   |

### テレビシリーズ
| 放映年    | 邦題 原題                                                       | 役名                               | 備考                                      |
| --------- | --------------------------------------------------------------- | ---------------------------------- | ----------------------------------------- |
| 1998-1999 | モータルコンバット コンクエストシリーズ Mortal Kombat: Conquest | シーロ Siro                        | 主演                                      |
| 2006      | Desire                                                          | ヴィンセント Vincent               | 計4話出演                                 |
| 2008      | Tag und Nacht                                                   | ブルース・ポルソン Bruce Polson    | シーズン1 第5話「Der Mann aus dem Busch」 |
| 2011      | Chase                                                           | ハンク・ウィリアムズ Hank Williams | シーズン1 第16話「Roundup」               |
| 2012      | BlackBoxTV                                                      | ピレッリ Perelli                   | シーズン3 第11話「AEZP: Execution Style」 |
| 2015      | キャッスル 〜ミステリー作家は事件がお好き Castle                | 手下の男性 Additional Henchman     | シーズン8 第2話「XX」                     |
| 2018      | オルタード・カーボン Altered Carbon                             | イエーガー Jaeger                  | シーズン1 第7話「野良犬 」                |
| 2019      | バリー Barry                                                    | ロニー                             | シーズン2 第5話                           |